# Parque nacional Fortaleza de Yehi'am
El Parque nacional Fortaleza de Yehi'am (en hebreo: גן לאומי מבצר יחיעם) es un parque nacional de Israel en el oeste de Galilea Superior en los terrenos del Kibbutz Yehiam, cuyo principal atractivo son las ruinas de un castillo en la colina. La estructura se basa en un castillo de la época de la cruzados construido por la Orden Teutónica después de 1220, destruido por el sultán mameluco Baibars en algún momento entre 1268 y 1271, reconstruido y ampliado por el gobernante beduino Zahir al-Umar como Qal'at Yiddin (Castillo Jiddin) en la década de 1760 y destruido de nuevo por Ahmed Pasha Jazzar alrededor de 1775. La fortaleza en ruinas, conocida como Jirbat Yiddin (lit. "ruinas de Yiddin"), más tarde fue habitada por tribus beduinas. El establecimiento de un kibutz en 1946 se describe en la página del Kibbutz Yehiam.
Los edificios incluyen una torre de reloj con una plataforma de observación, una antigua mezquita, y una gran sala abovedada. 
Las trincheras de 1948 establecidas en el castillo también se pueden visitar.